# العلاقات الأفغانية السيراليونية
العلاقات الأفغانية السيراليونية هي العلاقات الثنائية التي تجمع بين أفغانستان وسيراليون.

## مقارنة بين البلدين
هذه مقارنة عامة ومرجعية للدولتين:
| وجه المقارنة                                              | أفغانستان                    | سيراليون       |
| --------------------------------------------------------- | ---------------------------- | -------------- |
| المساحة (كم2)                                             | 652.23 ألف                   | 71.74 ألف      |
| عدد السكان (نسمة)                                         | 34.94 مليون                  | 7.56 مليون     |
| الكثافة السكانية (ن./كم²)                                 | 53.57                        | 105.38         |
| العاصمة                                                   | كابل                         | فريتاون        |
| اللغة الرسمية                                             | اللغة البشتوية، اللغة الدرية | لغة إنجليزية   |
| العملة                                                    | أفغاني                       | ليون سيراليوني |
| الناتج المحلي الإجمالي (بليون دولار)                      | 20.82 مليار                  | 3.77 مليار     |
| الناتج المحلي الإجمالي (تعادل القوة الشرائية) بليون دولار | 62.62 مليار                  | 10.13 مليار    |
| الناتج المحلي الإجمالي الاسمي للفرد دولار أمريكي          | 594                          | 653            |
| الناتج المحلي الإجمالي للفرد دولار أمريكي                 | 1.93 ألف                     | 1.97 ألف       |
| مؤشر التنمية البشرية                                      | 0.479                        | 0.413          |
| رمز المكالمات الدولي                                      | +93                          | +232           |
| رمز الإنترنت                                              | .af                          | .sl            |
| المنطقة الزمنية                                           | ت ع م+04:30                  | 00             |

## منظمات دولية مشتركة
يشترك البلدان في عضوية مجموعة من المنظمات الدولية، منها:
| علم المنظمة | اسم المنظمة                               | تاريخ انضمام أفغانستان | تاريخ انضمام سيراليون |
| ----------- | ----------------------------------------- | ---------------------- | --------------------- |
|             | مؤسسة التنمية الدولية                     | 2 فبراير 1961          | 13 نوفمبر 1962        |
|             | مؤسسة التمويل الدولية                     | 23 سبتمبر 1957         | 10 سبتمبر 1962        |
|             | منظمة حظر الأسلحة الكيميائية              | ?                      | ?                     |
|             | الأمم المتحدة                             | 19 نوفمبر 1946         | 27 سبتمبر 1961        |
|             | الاتحاد الدولي للاتصالات                  | 12 أبريل 1928          | 30 ديسمبر 1961        |
|             | منظمة التعاون الإسلامي                    | ?                      | ?                     |
|             | البنك الدولي للإنشاء والتعمير             | 14 يوليو 1995          | 10 سبتمبر 1962        |
|             | منظمة الشرطة الجنائية الدولية             | ?                      | ?                     |
|             | المركز الدولي لتسوية المنازعات الاستشارية | 25 يوليو 1968          | 14 أكتوبر 1966        |
|             | وكالة ضمان الاستثمار متعدد الأطراف        | 16 يونيو 2003          | 20 يونيو 1996         |
|             | الاتحاد البريدي العالمي                   | ?                      | ?                     |
|             | يونسكو                                    | 4 مايو 1948            | 28 مارس 1962          |

## وصلات خارجية
- موقع وزارة الخارجية الأفغانية